# Vulpes hassani
Vulpes hassani — вид вимерлих хижих ссавців з родини псових, який жив у міоцені/пліоцені; викопні рештки знайдені у Марокко.